# 乔纳森·彭罗斯
乔纳森·彭罗斯，OBE（英語：Jonathan Penrose，1933年10月7日—2021年11月30日），英国国际象棋棋手、特级大师。

## 生平
彭罗斯于1961年获国际大师（IM）称号，曾于1958年至1969年间10次夺得英国国际象棋全国冠军，是当时英国最顶尖的棋手之一。不过由于他一直是业余身份，尽管有着足够的实力，但一直没能得到特级大师（GM）称号。1993年，国际棋联决定补授他特级大师头衔。
彭罗斯在1970年国际象棋奥林匹克中因神经疾病发作而倒下。此后，他转而参加国际象棋通讯赛（correspondence chess），并先后于1980年、1983年获通讯赛国际大师（IMC）、特级大师（GMC）称号。
1971年，他被授予OBE勋衔。

## 家庭
乔纳森·彭罗斯是遗传学家莱昂内尔·彭罗斯之子，也是物理学家奥利弗·彭罗斯与数学物理学家罗杰·彭罗斯的弟弟。

## 延伸阅读
- Golombek, Harry (编). . Penguin Books. 1981. ISBN 978-0-14-046452-8.
- Sunnucks, Anne. . Hale. 1970. ISBN 0-7091-1030-8.
- Gizycki, Jerzy.  revised. Abbey Library. 1977: 60. ISBN 0-7196-0086-3.